# 波斯尼亞語維基百科
波斯尼亞語維基百科為維基百科協作計劃之波斯尼亞語版本，由非營利組織──維基媒體基金會維持負責。目前為各語言維基百科計劃中規模排名第44（依條目量計算）之維基百科。計劃開始於2001年，至2007年9月已有超過20,100個條目。

## 外部連結
- 波斯尼亞語維基百科 （页面存档备份，存于）